# Re-Read
Re-Read és el nom d'una franquícia de llibreries especialitzada en llibres de segona mà, fundada per Mercedes Zendrera i Nicolás Weber al carrer del Rosselló de Barcelona el 2012.
La cadena de llibreries compra i ven llibres de tots els gèneres i en qualsevol idioma, excepte enciclopèdies, diccionaris i llibres de text. Un llibre es ven a 4 euros, dos llibres a 6 euros, i cinc llibres a 12 euros. El preu de compra és sempre de 25 cèntims.